# Coupe du Printemps
Coupe du Printemps é uma competição internacional de patinação artística no gelo de níveis sênior, júnior e noviço, sediado em Kockelscheuer, Luxemburgo.

## Edições
| Ano  | Edição | Cidade sede   | Sênior | Sênior | Sênior | Júnior | Júnior | Júnior | Noviço | Noviço | Ref         |
| Ano  | Edição | Cidade sede   | M      | F      | P      | M      | F      | P      | M      | F      | Ref         |
| ---- | ------ | ------------- | ------ | ------ | ------ | ------ | ------ | ------ | ------ | ------ | ----------- |
| 2012 | 1.ª    | Kockelscheuer | •      | •      | –      | •      | •      | –      | •      | •      | [ 1 ]       |
| 2013 | 2.ª    | Kockelscheuer | •      | •      | •      | •      | •      | •      | •      | •      | [ 2 ]       |
| 2014 | 3.ª    | Kockelscheuer | •      | •      | –      | •      | •      | –      | •      | •      | [ 2 ]       |
| 2015 | 4.ª    | Kockelscheuer | •      | •      | –      | •      | •      | –      | •      | •      | [ 3 ] [ 4 ] |
| 2016 | 5.ª    | Kockelscheuer | •      | •      | –      | •      | •      | –      | •      | •      | [ 5 ]       |
| 2017 | 6.ª    | Kockelscheuer | •      | •      | –      | •      | •      | –      | •      | •      | [ 6 ]       |

## Lista de medalhistas

### Sênior

#### Individual masculino
| Evento                        | Ouro                      | Prata                    | Bronze                       |
| Kockelscheuer 2012 (detalhes) | Jorik Hendrickx · Bélgica | Zoltán Kelemen · Romênia | Franz Streubel · Alemanha    |
| Kockelscheuer 2013 (detalhes) | Jorik Hendrickx · Bélgica | Tatsuki Machida · Japão  | Zoltán Kelemen · Romênia     |
| Kockelscheuer 2014 (detalhes) | Daisuke Murakami · Japão  | Ryuju Hino · Japão       | Charles Tetar · França       |
| Kockelscheuer 2015 (detalhes) | Daisuke Murakami · Japão  | Kevin Aymoz · França     | Alexander Bjelde · Alemanha  |
| Kockelscheuer 2016 (detalhes) | Jorik Hendrickx · Bélgica | Denis Ten · Cazaquistão  | Takahito Mura · Japão        |
| Kockelscheuer 2017 (detalhes) | Shoma Uno · Japão         | Takahito Mura · Japão    | Slavik Hayrapetyan · Armênia |

#### Individual feminino
| Evento                        | Ouro                     | Prata                         | Bronze                        |
| Kockelscheuer 2012 (detalhes) | Sarah Hecken · Alemanha  | Francesca Rio · Itália        | Maé Bérénice Méité · França   |
| Kockelscheuer 2013 (detalhes) | Joshi Helgesson · Suécia | Nathalie Weinzierl · Alemanha | Risa Shoji · Japão            |
| Kockelscheuer 2014 (detalhes) | Mariko Kihara · Japão    | Anine Rabe · Noruega          | Myriam Leuenberger · Suíça    |
| Kockelscheuer 2015 (detalhes) | Joshi Helgesson · Suécia | Riona Kato · Japão            | Nicole Schott · Alemanha      |
| Kockelscheuer 2016 (detalhes) | Joshi Helgesson · Suécia | Rin Nitaya · Japão            | Giada Russo · Itália          |
| Kockelscheuer 2017 (detalhes) | Rika Hongo · Japão       | Ivett Toth · Hungria          | Angelina Kuchvalska · Letônia |

#### Duplas
| Evento                        | Ouro                                         | Prata                                           | Bronze                                |
| Kockelscheuer 2013 (detalhes) | Elizaveta Usmantseva · Roman Talan · Ucrânia | Maria Paliakova · Nikita Bochkov · Bielorrússia | Ronja Roll · Gustav Forsgren · Suécia |
| 2014–2017                     | Não houve a disputa de duplas                | Não houve a disputa de duplas                   | Não houve a disputa de duplas         |

### Júnior

#### Individual masculino júnior
| Evento                        | Ouro                     | Prata                            | Bronze                   |
| Kockelscheuer 2012 (detalhes) | Alexi Dalrymple · França | Simon Hocquaux · França          | Antonio Panfili · Itália |
| Kockelscheuer 2013 (detalhes) | Simon Hocquaux · França  | Charles Tetar · França           | Sei Kawahara · Japão     |
| Kockelscheuer 2014 (detalhes) | Sota Yamamoto · Japão    | Panagiotis Polizoakis · Alemanha | Taichi Honda · Japão     |
| Kockelscheuer 2015 (detalhes) | Adrien Tesson · França   | Kazuki Tomono · Japão            | Marco Zandron · Itália   |
| Kockelscheuer 2016 (detalhes) | Antony Cheng · Canadá    | Nikolaj Majorov · Suécia         | Conrad Orzel · Canadá    |
| Kockelscheuer 2017 (detalhes) | Yuto Kishina · Japão     | Tatsuya Tsuboi · Japão           | David Gouveia · Suíça    |

#### Individual feminino júnior
| Evento                        | Ouro                          | Prata                           | Bronze                     |
| Kockelscheuer 2012 (detalhes) | Giada Russo · Itália          | Anne Zetzsche · Alemanha        | Josefin Taljegard · Suécia |
| Kockelscheuer 2013 (detalhes) | Riona Kato · Japão            | Liubov Efimenko · Finlândia     | Nelma Hede · Finlândia     |
| Kockelscheuer 2014 (detalhes) | Yura Matsuda · Japão          | Lola Esbrat · França            | Shaline Ruegger · Suíça    |
| Kockelscheuer 2015 (detalhes) | Anni Järvenpää · Finlândia    | Kyarha van Tiel · Países Baixos | Loena Hendrickx · Bélgica  |
| Kockelscheuer 2016 (detalhes) | Cassandra Johansson · Suécia  | Anita Östlund · Suécia          | Maya Lappin · Canadá       |
| Kockelscheuer 2017 (detalhes) | Elizaveta Minchenko · Letônia | Belen Alvarez · Espanha         | Andrea Lae · Noruega       |

#### Duplas júnior
| Evento                        | Ouro                                     | Prata                                                 | Bronze                                            |
| Kockelscheuer 2013 (detalhes) | Lina Fedorova · Maxim Miroshkin · Rússia | Arina Cherniavskaia · Antonio Souza-Kordeyru · Rússia | Alessandra Cernuschi · Filippo Ambrosini · Itália |
| 2014–2017                     | Não houve a disputa de duplas            | Não houve a disputa de duplas                         | Não houve a disputa de duplas                     |

### Noviço

#### Individual masculino noviço avançado
| Evento                        | Ouro                       | Prata                         | Bronze                       |
| Kockelscheuer 2012 (detalhes) | Mandus Thorman · Suécia    | Kasperi Riihimaki · Finlândia | Glebs Basins · Letônia       |
| Kockelscheuer 2013 (detalhes) | Daniel Shapiro · Alemanha  | Thomas Stoll · Alemanha       | Lotfi Sereir · França        |
| Kockelscheuer 2014 (detalhes) | James Thompson · Austrália | Emanuele Indelicato · Itália  | nenhum outro competidor      |
| Kockelscheuer 2015 (detalhes) | Gabriel Folkesson · Suécia | Luc Maierhofer · Áustria      | Lotfi Sereir · França        |
| Kockelscheuer 2016 (detalhes) | Stephen Gogolev · Canadá   | Bruce Waddell · Canadá        | Iliya Kovler · Canadá        |
| Kockelscheuer 2017 (detalhes) | Takeru Kataise · Japão     | Nicolaj Memola · Itália       | Mozes Jozsef Berei · Áustria |

#### Individual feminino noviço avançado
| Evento                        | Ouro                         | Prata                     | Bronze                           |
| Kockelscheuer 2012 (detalhes) | Jenni Saarinen · Finlândia   | Emma Niemi · Finlândia    | Kaisa Ukkonen · Finlândia        |
| Kockelscheuer 2013 (detalhes) | Mai Mihara · Japão           | Emmi Peltonen · Finlândia | Charlotte Vandersarren · Bélgica |
| Kockelscheuer 2014 (detalhes) | Yuna Aoki · Japão            | Marin Honda · Japão       | Smilla Szalkai · Suécia          |
| Kockelscheuer 2015 (detalhes) | Anastasia Schneider · Suécia | Alessia Hogg · Suécia     | Holly Harris · Austrália         |
| Kockelscheuer 2016 (detalhes) | Rinka Watanabe · Japão       | Mako Yamashita · Japão    | Natalie D'Alessandro · Canadá    |
| Kockelscheuer 2017 (detalhes) | Mana Kawabe · Japão          | Olga Mikutina · Áustria   | Alina Urushadze · Letônia        |